# Huang Chung-Yi
Huang Chung-Yi (黃忠義T, 黄忠义S, Huáng ZhōngyìP; Hualien, 12 ottobre 1967) è un ex giocatore di baseball taiwanese.

## Palmarès

### Olimpiadi
- Argento a Barcellona 1992.

### Giochi asiatici
- Bronzo a Bangkog 1998;
- Argento a Busan 2002.

### Campionati asiatici
- Argento a Seoul 1989;
- Argento a Pechino 1991;
- Bronzo a Seoul 1999;
- Argento a Sapporo 2003;
- Argento a Miyazaki 2005.